# Uhyret fra den sorte lagune
Uhyret fra den sorte lagune (originaltitel: Creature from the Black Lagoon) er en klassisk amerikansk science fiction/horror-film fra 1954, instrueret af Jack Arnold og indspillet i 3-D.
Filmen følger en videnskabelig ekspedition, hvis medlemmer støder på en gællemand, der lever under vandet og kidnapper ekspeditionens kvindelige medlem (Julie Adams).
Uhyret, der på engelsk kaldes The Gill Man, har status som et af de klassiske filmmonstre.
Filmen fik to fortsættelser, Revenge of the Creature (1955) og The Creature Walks Among Us (1956).

## Medvirkende
- Richard Carlson (David Reed)
- Julie Adams (Kay Lawrence)
- Richard Denning (Mark Williams)
- Antonio Moreno (Carl Maia)
- Nestor Paiva (Lucas)
- Whit Bissell (Dr. Thompson)
- Bernie Gozier (Zee)
- Henry A. Escalante (Chico)
- Ricou Browning (The Gill Man – i vandet)
- Ben Chapman (The Gill Man – på land)